# The Sniper
The Sniper is een verhaal van de Ierse schrijver Liam O'Flaherty. Het verhaal is een zogenoemde "short story" en speelt zich af in de Irish Civil War (1922-1923). In die tijd leefde de schrijver ook. Het verhaal gaat over een sluipschutter, die op een dak ligt en daar weg moet. Hij heeft echter het probleem dat aan de overkant van de straat (O'Connell Street, kort bij de brug over de rivier de Liffey) een collega ligt van de tegenpartij. Ook komen er nog meer tegenstanders. Hij moet een list verzinnen om van hen af te raken. Na de sluipschutter aan de overkant neer te hebben geschoten ziet hij later dat het zijn broer is.